# Tau Sculptoris
Tau Sculptoris (τ Sculptoris, förkortat Tau Scl, τ Scl)  som är stjärnans Bayerbeteckning, är en dubbelstjärna belägen i den östra delen av stjärnbilden Bildhuggaren. Den har en kombinerad skenbar magnitud på 5,69 och är svagt synlig för blotta ögat där ljusföroreningar ej förekommer. Baserat på parallaxmätning inom Hipparcosuppdraget på ca 14,4 mas, beräknas den befinna sig på ett avstånd på ca 230 ljusår (ca 69 parsek) från solen.

## Egenskaper
Primärstjärnan Tau Sculptoris A är en gul till vit stjärna i huvudserien av spektralklass F2 V. Den har en massa som är drygt 50 procent större än solens massa, en radie som är ca 3,2 gånger större än solens och utsänder från dess fotosfär ca 4,0 gånger mera energi än solen vid en effektiv temperatur på ca 7 150 K.
Dubbelstjärnan Tau Sculptoris upptäcktes av den engelske astronomen John Herschel 1835. Den aktuella omloppsbilden är baserade på en bråkdel av ett enda omlopp eftersom den uppskattade omloppsperioden är omkring 1 503 år med en excentricitet på 0,6.